# آبینینت دل پندس
آبینینت دل پندس (به اسپانیایی: Avinyonet del Penedès) یک شهرستان در اسپانیا است که در کاتالونیا واقع شده‌است.

## خصوصیات
آبینینت دل پندس ۲۹٫۱۳ کیلومترمربع مساحت و ۱٬۵۸۸ نفر جمعیت دارد و ۲۸۰ متر بالاتر از سطح دریا واقع شده‌است.